# Metastelma oranensis
Metastelma oranensis är en oleanderväxtart som beskrevs av Miguel Lillo och T. Meyer. Metastelma oranensis ingår i släktet Metastelma och familjen oleanderväxter. Inga underarter finns listade i Catalogue of Life.